# Риль, Нела
Нела Риль (нем. Nela Riehl; род. 11 сентября 1985, Гамбург) — немецкая учительница и политический деятель. Член партии Volt. Депутат Европейского парламента с 2024 года.

## Биография
Родилась 11 сентября 1985 года и выросла в Гамбурге в рабочей семье с немецкими и ганскими корнями.
Работала учительницей в течение 12 лет.

## Политическая карьера
На выборах 9 июня 2024 года в Европейский парламент в Германии баллотировалась под вторым номером в списке партии Volt (возглавил список Дамиан Бёзелагер). По результатам выборов партия Volt получила три места и Нела Риль избрана депутатом Европейского парламента. Является членом фракции «Зелёные — Европейский свободный альянс». Является председателем Комитета по культуре и образованию.
Выступая 17 декабря 2024 года в Страсбурге, привела трек «Сигма Бой» в качестве примера передачи патриархального и пророссийского мировоззрения через социальные сети.

## Личная жизнь
Живёт в Гамбурге.